# Greenville 200 1969
Greenville 200 1969 var ett stockcarlopp ingående i Nascar Grand National Series (nuvarande Nascar Cup Series) som kördes 8 april 1969 på den 0,5 mile (804,672 meter) långa ovalbanan Greenville-Pickens Speedway i Easley, precis väster om Greenville i South Carolina. Totalt avverkades 100 miles (160,934 km) fördelat på 200 varv. Banunderlaget var dirt. Loppet vanns av Bobby Isaac i en Dodge på tiden 1:33.11 körande för K&K Insurance Racing. Isaacs snitthastighet var 64,389 mph. Han var vid målgång ensam förare på ledarvarvet, ett varv före tvåan James Hylton. Prispotten uppgick till 6 975 dollar, varav 1 000 dollar gick till segraren.

## Resultat
| Plc     | Nr | Förare         | Team/ bilägare           | Konstruktör | Start | Varv | Ledda varv |
| ------- | -- | -------------- | ------------------------ | ----------- | ----- | ---- | ---------- |
| 1       | 71 | Bobby Isaac    | K&K Insurance Racing     | Dodge       | 2     | 200  | 122        |
| 2       | 48 | James Hylton   | Hylton Engineering       | Dodge       | 3     | 199  | 13         |
| 3       | 17 | David Pearson  | Holman Moody             | Ford        | 1     | 198  | 8          |
| 4       | 64 | Elmo Langley   | Langley-Woodfield Racing | Ford        | 10    | 197  | 40         |
| 5       | 43 | Richard Petty  | Petty Enterprises        | Ford        | 46    | 197  | 17         |
| 6       | 4  | John Sears     | Sears Racing             | Ford        | 6     | 197  | 0          |
| 7       | 26 | Earl Brooks    | Brooks Racing            | Ford        | 12    | 191  | 0          |
| 8       | 10 | Bill Champion  | Champion Racing          | Ford        | 8     | 191  | 0          |
| 9       | 06 | Neil Castles   | Neil Castles             | Plymouth    | 11    | 191  | 0          |
| 10      | 80 | E.J. Trivette  | E.C. Reid                | Chevrolet   | 18    | 180  | 0          |
| 11      | 34 | Wendell Scott  | Scott Racing             | Ford        | 16    | 180  | 0          |
| 12      | 19 | Henley Gray    | Harry Melton             | Ford        | 15    | 176  | 0          |
| 13      | 25 | Jabe Thomas    | Robertson Racing         | Plymouth    | 17    | 172  | 0          |
| 14      | 47 | Cecil Gordon   | Seifert Racing           | Ford        | 23    | 170  | 0          |
| 15      | 12 | Pete Hazelwood | Pete Hazelwood           | Ford        | 19    | 161  | 0          |
| 16      | 70 | J.D. McDuffie  | McDuffie Racing          | Buick       | 9     | 158  | 0          |
| 17      | 45 | Bill Seifert   | Seifert Racing           | Ford        | 22    | 124  | 0          |
| 18      | 8  | Ed Negre       | Negre Racing             | Ford        | 13    | 118  | 0          |
| 19      | 18 | Dick Johnson   | Dick Johnson             | Ford        | 5     | 95   | 0          |
| 20      | 51 | Dub Simpson    | i.u.                     | Ford        | 7     | 85   | 0          |
| 21      | 08 | Danny Turner   | E.C. Reid                | Chevrolet   | 20    | 84   | 0          |
| 22      | 76 | Ben Arnold     | Don Culpepper            | Ford        | 14    | 83   | 0          |
| 23      | 82 | Dick Poling    | Mack Sellers             | Chevrolet   | 24    | 64   | 0          |
| 24      | 93 | Walson Gardner | Walson Gardner           | Dodge       | 21    | 40   | 0          |
| Källor: |    |                |                          |             |       |      |            |